# Gulran (huyện)
Gulran là một huyện thuộc tỉnh Herat, Afghanistan. Dân số thời điểm năm 1999 là 48,557 người.